# Strawn (Illinois)
Strawn è un villaggio degli Stati Uniti d'America, situato nella parte settentrionale dello Stato dell'Illinois, nella contea di Livingston.